# 車大工

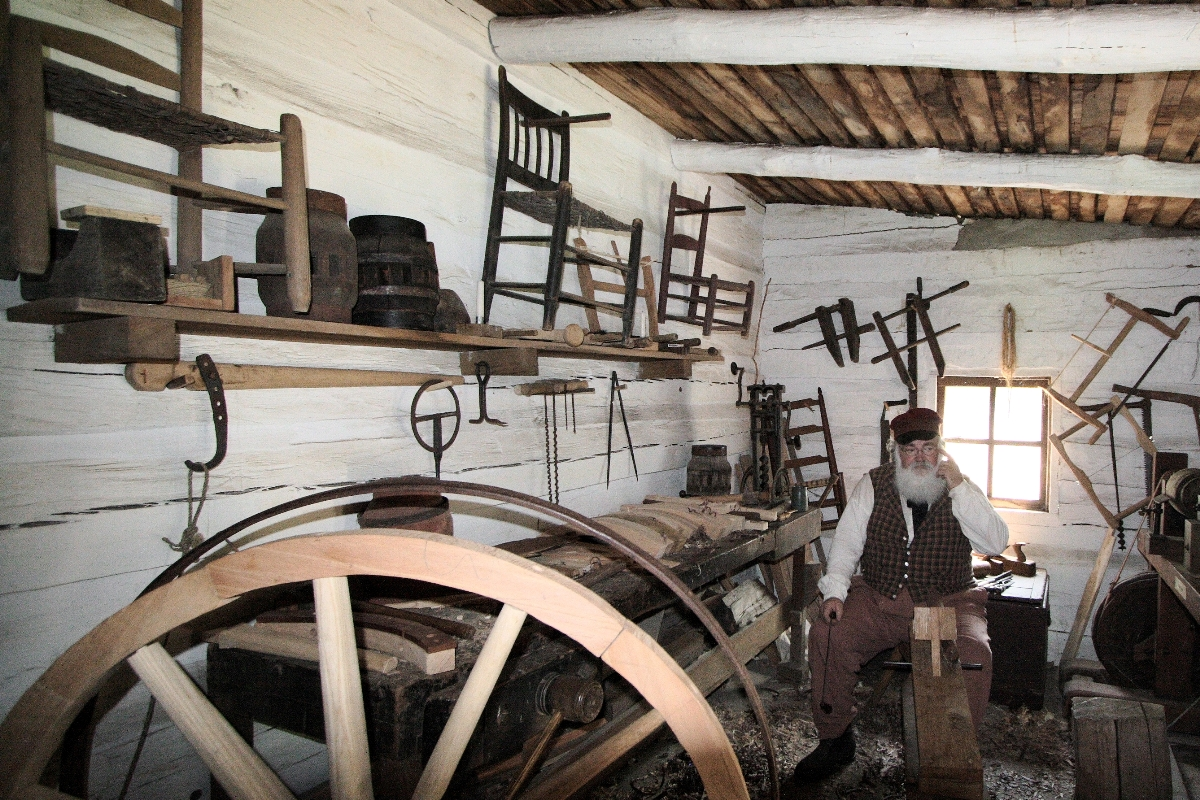
昔の車大工を再現した展示（イリノイ州）

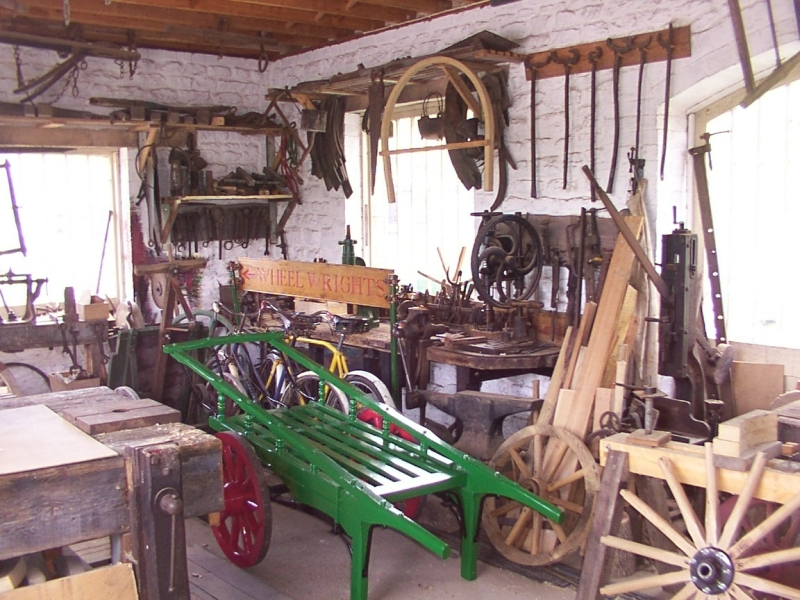
イギリスの博物館にある車大工の作業場の再現

車大工（くるまだいく）は、車輪や荷車の製造および修理を行う職業ないし職人。

## 概要
英語では "wheelwright" または "wainwright" が車輪のみを扱う職人、"cartwright" が荷車などを扱う職人である。"wright" は古英語の "wryhta" に相当し、職人を意味する。これらは英語での姓にもなっている。
欧米では、荷車や荷馬車の車輪を作る wheelwright と、その上の構造物を造る cartwright がいた。車輪はまず車軸やスポークや外輪といった部品を造り、それらを内から外へと組み立てていった。車輪は主に木材で作ったが、装飾として骨や角を材料に使うこともある。19世紀中頃、それまで外輪に鉄板を巻いていたが鍛冶屋が全体が鉄製の外輪を作るようになった。これを当時はタイヤと呼んでいた。19世紀後半、鉄製の車軸に工場生産した木製、鉄製、ゴム製の部品を組み合わせるようになり、車大工の仕事は徐々に廃れていった。
現代の欧米ではwheelwright は、馬車、自転車、自動車などの車輪を修理する職人や技術者全般を指す言葉になっている。
日本では、御所車（牛車）の製造・修理が車大工の始まりである。また、山車の製作も車大工が行った。大八車は江戸時代の車大工の考案とされている。ただし、江戸時代には京都や江戸などの大都市の市中を除いて、基本的に車両の通行は禁止されていた。